# 长洛乡
长洛乡，是中华人民共和国江西省赣州市赣县区下辖的一个乡镇级行政单位。

## 行政区划
长洛乡下辖以下地区：
长洛村、桂林村、中坑村、留田村、下含村、五里村和均源村。